# Kaoutar Farkoussi
Kaoutar Farkoussi (née le 19 mars 1996) est une athlète marocaine. 

## Biographie
Kaoutar Farkoussi est médaillée d'argent du 5 000 mètres aux Jeux de la Francophonie 2017 à Abidjan. Elle est ensuite médaillée de bronze en relais mixte aux Championnats d'Afrique de cross-country 2018 à Chlef avant de remporter la médaille d'or sur 5 000 mètres aux Jeux méditerranéens de 2018 à Tarragone.
Elle fait partie du relais mixte médaillé d'argent aux Championnats du monde de cross-country 2019 à Aarhus.
Aux Championnats panarabes au Caire, elle est double médaillée d'argent, sur 5 000 mètres et au relais 4 x 400 mètres.

## Palmarès
| Date | Compétition                             | Lieu      | Résultat | Épreuve      | Temps          |
| ---- | --------------------------------------- | --------- | -------- | ------------ | -------------- |
| 2017 | Jeux de la Francophonie                 | Abidjan   | 2e       | 5 000 m      | 16 min 01 s 53 |
| 2018 | Championnats d'Afrique de cross-country | Chlef     | 3e       | Relais mixte | 25 min 7 s     |
| 2018 | Jeux méditerranéens                     | Tarragone | 1er      | 5 000 m      | 15 min 52 s 33 |
| 2019 | Championnats du monde de cross-country  | Aarhus    | 2e       | Relais mixte | 26 min 22      |
| 2019 | Championnats panarabes                  | Le Caire  | 2e       | 5 000 m      | 17 min 25 s 08 |
| 2019 | Championnats panarabes                  | Le Caire  | 2e       | 4 x 400 m    | 3 min 49 s 85  |
| 2023 | Championnats panarabes                  | Marrakech | 2e       | 5 000 m      | 16 min 25 s 15 |
| 2023 | Jeux de la Francophonie                 | Kinshasa  | 2e       | 5 000 m      | 15 min 57 s 91 |
| 2023 | Jeux de la Francophonie                 | Kinshasa  | 2e       | 10 000 m     | 33 min 11 s 67 |